# Monika Słupecka-Ziemilska
Monika Słupecka-Ziemilska – polska fizjolog, dr hab. nauk ścisłych i przyrodniczych, profesor Instytutu Medycyny Doświadczalnej i Klinicznej im. Mirosława Mossakowskiego Polskiej Akademii Nauk. Członkini Rady Naukowej Fundacji Bank Mleka Kobiecego.

## Życiorys
W 2005 ukończyła studia biologiczne w Szkole Głównej Gospodarstwa Wiejskiego w Warszawie, 17 czerwca 2009 obroniła pracę doktorską Rola egzogennej leptyny i greliny w procesie przebudowy nabłonka błony śluzowej jelita cienkiego u nowo narodzonych prosiąt, 4 grudnia 2019 habilitowała się na podstawie pracy zatytułowanej Wpływ obestatyny zawartej w mleku matki na rozwój struktury i funkcji jelita cienkiego potomstwa we wczesnym okresie postnatalnym.
Została zatrudniona na stanowisku adiunkta w Instytucie Fizjologii i Żywienia Zwierząt im. Jana Kielanowskiego Polskiej Akademii Nauk, a następnie na stanowisku adiunkta w Instytucie Medycyny Doświadczalnej i Klinicznej im. Mirosława Mossakowskiego Polskiej Akademii Nauk.